# Темирбаев, Эльхан Алтынбекович
Эльхан Алтынбекович Темирбаев (род. 2 ноября 1995) — киргизский футболист, выступающий на позициях полузащитника и нападающего, игрок клуба «Илбирс».

## Клубная карьера
Воспитанник бишкекского клуба «Дордой». На взрослом уровне начал играть в 2011 году в составе «Дордоя-94», выступавшего в первой лиге. В 2012 году дебютировал в высшей лиге Кыргызстана в составе «Ала-Тоо» и выступал за эту команду на правах аренды в течение двух сезонов.
С 2014 года играл за основной состав «Дордоя», дебютный матч сыграл 7 мая против своего бывшего клуба «Ала-Тоо» и забил в этом матче гол. 1 июня 2014 года сделал хет-трик в ворота «Манаса», в матче, выигранном со счётом 8:0. По итогам сезона-2014 стал со своей командой чемпионом Кыргызстана, а в 2015 году — серебряным призёром.
В дальнейшем выступал за «Нефтчи» (Кочкор-Ата), «Абдыш-Ату» и «Илбирс».

## Международная карьера
Играл за сборные Кыргызстана младших возрастов, в том числе сборную до 17 лет.
Выступал за молодёжную сборную Кыргызстана, в её составе принимал участие в двух розыгрышах Кубка Содружества. В 2014 году Эльхан сыграл 4 матча на турнире, а его команда заняла последнее, 12-е место. В 2015 году сборная Кыргызстана стала шестой, одержав сенсационную победу в группе над командой России, а Темирбаев принял участие во всех 6-ти матчах.

## Достижения
- Чемпион Кыргызстана: 2014